# Groupe des communistes internationaux
Pour les articles homonymes, voir GIK.
Le Groupe des communistes internationaux (en néerlandais : Groep Internationale Communisten, GIK) est une organisation conseilliste fondée aux Pays-Bas en 1927 par Henk Canne-Meijer, Theo Maassen, et Piet Coerman. Il rassemble une cinquantaine de militants. Il s'autodissout en 1940 au moment de l'invasion du pays par la Wehrmacht.